# Ophidion
Ophidion (Linnaeus, 1758) è un genere di pesci ossei marini appartenenti alla famiglia Ophidiidae.

## Distribuzione e habitat
Il genere ha distribuzione cosmopolita principalmente nei mari tropicali e subtropicali. Nel mar Mediterraneo sono presenti due specie: O. barbatus e O. rochei.
Vivono su fondi sabbiosi e fangosi quasi sempre a basse profondità.

## Biologia
Uova e larve sono pelagiche.

## Tassonomia
Il genere comprende 27 specie:
- Ophidion antipholus
- Ophidion asiro
- Ophidion barbatum
- Ophidion dromio
- Ophidion exul
- Ophidion fulvum
- Ophidion galeoides
- Ophidion genyopus
- Ophidion grayi
- Ophidion guianense
- Ophidion holbrookii
- Ophidion imitator
- Ophidion iris
- Ophidion josephi
- Ophidion lagochila
- Ophidion lozanoi
- Ophidion marginatum
- Ophidion metoecus
- Ophidion muraenolepis
- Ophidion nocomis
- Ophidion puck
- Ophidion robinsi
- Ophidion rochei
- Ophidion saldanhai
- Ophidion scrippsae
- Ophidion selenops
- Ophidion smithi